# 고평역
고평역(高坪驛)은 경상북도 예천군 예천읍 고평리에 위치한 경북선의 폐지된 철도역이다.

## 연혁
- 1966년 10월 11일 : 배치간이역으로 영업 재개[1]
- 1972년 7월 20일 : 배치간이역에서 무배치간이역으로 변경[2]
- 1974년 3월 11일 : 소화물 취급 중지
- 1998년 1월 1일 : 여객 취급 중지
- 2001년 7월 1일 : 폐역[3]